# Merbabu
Merbabu (indonez. Gunung Merbabu) – wulkan w środkowej części Jawy w Indonezji; zaliczany do stratowulkanów. Wysokość 3145 m n.p.m. (według niektórych źródeł 3118 m); połączony siodłem o wysokości ok. 1500 m z wulkanem Merapi.
Zanotowano dwie potwierdzone erupcje: w 1560 i 1797 r.
Walory turystyczne: brak aktywności, piękne widoki i niezbyt duża trudność techniczna tras przyciągają wielu, nawet mniej zaawansowanych amatorów wspinaczki.